# Frank Goergen
Frank Goergen (* 27. Juli 1968) ist ein ehemaliger luxemburgischer Fußballspieler.
Heimatvereine waren Aris Bonneweg, Avenir Beggen und F91 Düdelingen. Am 28. März 1990 wurde er beim Freundschaftsspiel Luxemburgs gegen Island in der 65. Minute eingewechselt. Es blieb sein einziger Einsatz in der Nationalmannschaft.